# Absalon-klassen
Absalon-klassen består af to danske fregatter. De to skibe i klassen er navngivet efter ærkebiskoppen Absalon (1128-1201) og hans bror, høvdingen Esbern Snare (1127-1204).  

## Baggrund
Afslutningen af den kolde krig og et nyt trusselsbillede gjorde det i løbet af 1990'erne klart, at Søværnets daværende korvetter, torpedobåde og minelæggere ikke var i stand til at løse Søværnets nye opgaver. Med forsvarsforliget i 2000 blev der fundet en endelig løsning på udskiftningen af de gamle skibe, der skulle udmønte sig i to nye skibstyper; Fleksible støtteskibe (Absalon-klassen) og fregatter (Iver Huitfeldt-klassen).
I oktober 2020 blev betegnelsen som fleksible støtteskibe ændret til fregatter, da skibenes opgaver og mange våbenplatforme i højere grad skal benyttes til ubådsjagt og offensive operationer, og fordi  Danmark er det eneste land, der har opereret med begrebet fleksible støtteskibe. Det forvirrede NATO, som har forvekslet skibsklassen med supply ships, altså forsyningsskibe. Ved denne lejlighed blev skibenes hidtidige pennantnumre L16 og L17 ændret, så skibssiderne fremover bærer F341 på Absalon og F342 på Esben Snare.
Absalon-klassen bliver dermed fremover klassificerede som ASW-fregatter (Anti-Submarine Warfare), mens Iver Huitfeldt-klassen betegnes som AAW-fregatter eller Anti Air Warfare-fregatter.
De to fregatter af Absalon-klassen indgår sammen med de tre fregatter af Iver Huitfeldt-klassen i Søværnets 2. Eskadre. Absalon-klassens fregatter kan udsendes og anvendes i usikre og farlige regioner overalt på jorden. Der er i designet af skibene lagt stor vægt på, at skibe skal kunne anvendes til et væld af forskellige opgaver.

## Design
Absalon-klassen er et unikt design, der kombinerer et vogndæk i 2/3 af skibets længde med våbenudtrustning som en moderne fregat og faciliteter til at medbringe staben for en flådestyrke. Deraf betegnelsen: "Fleksible støtteskibe".
Skibene er designet med 16 vandtætte sektioner og tre lufttætte citadeller til beskyttelse mod kemiske kampstoffer. De er udrustet med et overvågningssystem, der konstant overvåger status på skibenes systemer. Overvågningssystemet består af over 50 TV-kameraer, automatiske brandbekæmpelsessystemer, sensorer, alarmer samt et avanceret computersystem, der sørger for skibenes stabilitet i søen. Designet anvender stealth teknologi, hvilket giver formindskede radarmæssige, akustiske, visuelle og infrarøde signaturer. Det er også sikret mod chockbølger, og vitale dele af skibet er pansret. Bemandede områder af skibet er desuden sikret mod CBRN trusler. Skibene har en besætning på ca. 113 mand. Derudover er der køjeplads til yderligere 52 mand, eksempelvis en stab, der kan bruger skibet som kommandoplatform for en flådestyrke.
Skibene er udrustet med en rampe agter, der giver adgang til det flexdækket. Flexdækket minder om vogndækket på en færge og består af 250 meter parkeringsbaner svarende til 900m² lagerplads. Dækket er ca 90 meter langt og er forstærket, så det kan fragte køretøjer med en vægt på op til 62 tons (eksempelvis en Leopard 2 kampvogn). I stedet for at anvende flexdækket til transportopgaver, kan det ved hjælp af containeriserede systemer konfigureres til en række opgaver som: Beboelse for op til 135 personer, stabsfaciliteter eller et felthospital med kapacitet til at behandle ca. 40 akutte patienter om dagen eller op til 10 store operationer. Dækket kan også udrustes med mineskinner og skibene kan dermed fungere som minelæggere. Flexdækket anvendes desuden til opbevaring af skibenes to LCP fartøjer, som sættes og bjærges gennem en port i skibets agterspejl (billede til venstre). Alternativt til LCP fartøjer kan skibene medbringe andre indsatsfartøjer, som frømandskorpsets RHIB fartøjer, der blev anvendt under Operation OCEAN SHIELD.
Skibene har et stort helikopterdæk og en stor helikopterhangar, der har plads til to EH-101 Merlin helikoptere, som primært anvendes til transportopgaver. Alternativt til Merlin kan skibene medbringe op til to Sikorsky MH-60R Seahawk helikoptere, som med avancerede sensorer kan anvendes til opklaringsopgaver eller til bekæmpelse af undervandsbåde. Selve helikopterdækket er forstærket således, at helikoptere på op til 20 tons (såsom Boeing CH-47 Chinook) kan lande.
Skibene bærer to mindre gummibåde, én på hvert sidedæk, som primært anvendes til transportopgaver eller kystnære operationer.

## Våben
Absalon-klassen er udstyret med fem StanFlex positioner midtskibs, typisk konfigureret med tre Mk. 56 (VLS) moduler og to Boeing RGM-84 Harpoon moduler (som vist på billedet til venstre). I den konfiguration kan Absalon-klassen udrustes med 36 (3×12) styk RIM-162 Evolved Sea Sparrow luftforsvarsmissiler og 16 (2×8) Boeing RGM-84 Harpoon sømålsmissiler. 
Til bekæmpelse af undervandsfartøjer er skibene udrustet med MU90 Letvægtstorpedoer. Et sæt af to 323 mm torpedorør er placeret bag torpedoluger over vandlinjen midtskibs i begge sider af skibene. 
Primært artilleri er en 127 mm United Defense Mark 45 letvægtskanon, som kan anvendes til luftmål, sømål og kystbombardement. Kanonen er placeret på fordækket.
Nærforsvarsvåbensystemet (CIWS) udgøres af to 35 mm Oerlikon Millennium kanoner. Det primære formål med disse kanoner er at nedskyde indkommende missiler, men kanonerne kan også anvendes mod overflademål og andre luftmål. Kanonerne er placeret på fordækket og på hangartoppen, hvilket giver 360 graders dækning.
Skibene er udrustet med manuelt betjente tunge og lette maskingeværer, som kan monteres i forberedte positioner langs skibssiderne. Disse våben anvendes primært i forbindelse med asymmetriske trusler som pirateri eller terrorisme.  

## Sensorer
Absalon-klassen er udrustet med en avanceret sensorpakke, som anvendes til at opbygge et billede af positionen af andre enheder i området omkring skibet både i luften, på havoverfladen og under vandet.
Den primære luftradar er en Thales SMART-S Mk. 2. Den kan detektere og positionere luftenheder som fly og missiler ud til en afstand af 250 km, dog begrænset af radarhorisonten. 
Den primære overfladeradar er en Terma Scanter 6002, som anvendes til at detektere andre skibe, desuden er den også velegnet til detektering af lavtgående mål, hvorfor den også kan bruges ved ombordtagning af helikopter. Til navigation og antikollision anvendes tre Furuno I-bånds-navigationsradarer.
Skibenes primære ESM sensor er en EDO ES-3701, som anvendes til at observere udstråling fra andre enheders radarsystemer. Denne sensor spiller en central rolle i detektionen og identifikation af indkommende missiler. Sensoren er også vigtig i forbindelse med identifikation af enheder uden for visuel rækkevidde, da den kan se forskel på radarsystemer, som alle har en unik udstråling.
Skibenes sonarsystem er en skrogmonteret Atlas ASO 94 sonar, som anvendes til at detektere og identificere undervandsfartøjer. Skibene er forberedt til en bære et Towed Array Sonar System, som har en større rækkevidde end en skrogmonteret sonar, men er endnu ikke blevet udstyret med systemet. 
Ildledelse til skibets kanoner og luftforsvarsmissiler leveres af tre Saab CEROS 200 ildledelsesradarer, to er placeret på formasten og en på agtermasten. Skibene er forberedt til at bære en fjerde ildledelsesradar agter.

## Opgaver
Skibene kan med sine sensor- og våbensystemer deltage i egentligt kamphandlinger i tilfælde af krig. Men skibene finder også anvendelse i fredstid og i forbindelse med mindre konflikter. Skibene deltager jævnligt i nationale og internationale øvelser, som forbereder besætningerne på virkelige opgaver. Støtteskibene har igennem årene deltaget i en række internationale operationer som: Operation OCEAN SHIELD, Operation RECSYR og Operation RECLIB.    
Skibene er i stand til at løse en lang rækker opgaver, herunder er fremhævet nogle af dem:  
• Transportopgaver, herunder transport af enheder fra hæren og flyvevåbnet samt landbaserede enheder fra søværnet. 
• Forsynings- og støtteopgaver, herunder logistisk eller operativ støtte i forbindelse med l hærens eller flyvevåbnets operationer, samt støtte til søværnets øvrige sejlende enheder.  
• Kommandoplatform for en værnsfælles stab på op til 70 personer, inklusiv stabsfaciliteter, kommunikationsudstyr m.m. 
• Indsættelse af specialstyrker, herunder anvendelse af skibenes helikoptere, indsatsfartøjer eller gummibåde eller specialstyrkernes eget fartøjsmateriel for fremføring af styrkerne. 
• Embargooperationer under anvendelse af skibets sensor- og våbensystemer samt egne fartøjer og helikoptere. 
• Anti-piraterioperationer i samarbejde med specialstyrker. 
• Minelægning ved udnyttelse af hele eller dele af flexdækket som minedæk med monterede mineskinner. 
• Militært hospitalsskib ved indretning af flexdækket med hærens containeriserede hospital, samt indretning af tilstødende sengeafsnit med plads til ca. 40 patienter. 
• Evakueringsoperationer ved anvendelse af ombordværende fartøjer og helikoptere. 
• Humanitære operationer, herunder katastrofehjælp i form af fordeling af akut nødhjælp, redning og evakuering af nødstedte, eller udnyttelse af kommunikationsfaciliteterne til støtte for ledelse af den humanitære operation.    
Skibene deltager desuden i løsningen af de rutinemæssige fredstidsopgaver, som påhviler søværnet, herunder: 
• Redningsopgaver. 
• Suverænitetshævdelse og myndighedsopgaver til søs. 
• Efterretningsindhentning. 
• Uddannelsesopgaver. 
• Miljøovervågning. 

## Skibe i klassen
| Pnt. | Navn         | Kølen lagt        | Søsat            | Indgået          | Navngivet af                        | Skæbne     | Kaldesignal |
| ---- | ------------ | ----------------- | ---------------- | ---------------- | ----------------------------------- | ---------- | ----------- |
| F341 | Absalon      | 28. november 2003 | 25. februar 2004 | 19. oktober 2004 | H.M. Dronning Margrethe II          | I tjeneste | OUFA        |
| F342 | Esbern Snare | 24. marts 2004    | 21. juli 2004    | 18. april 2005   | Statsminister Anders Fogh Rasmussen | I tjeneste | OUFB        |

## Ekstern henvisning
- Wikimedia Commons har flere filer relateret til Absalon-klassen
- Forsvarets Materieltjeneste: Præsentation af Absalon-klassen
- navalhistory.dk
- Naval technology: Absalon-klassen (engelsk)